# تايروسيناز
تايروسيناز أو تيروسيناز هو إنزيم أكسيداز المسؤول عن تحديد التفاعل المكون للميلانين في جسم الإنسان. التيروسيناز هو إنزيم يحتوي على النحاس وهو موجود في الأنسجة النباتية والحيوانية، ويحفّز هذا الإنزيم عملية إنتاج الميلانين وصبغات أخرى من التيروسين عن طريق الأكسدة. التيروسيناز موجود في الجسيمات الميلانينية والتي تصنعها الخلايا الميلانينية في الجلد. يرمّز إنيزم التيروسيناز في جسم الإنسان بواسطة الجين TYR.

## التفاعل المحفَّز
يجري التيروسيناز عملية الأكسدة على الفينولات مثل التيروسين والدوبامين باستخدام جزيئة الأكسجين. يتكون البنزوكوينون بوجود الكاتيكول، فيزال الهيدروجين من الكاتيكول ليتحد مع الأكسجين مكونًا الماء.

### الموقع الفعال
تتفاعل ذرتا النحاس في الموقع الفعال لإنزيم التيروسيناز مع جزيئة الأكسجين لتكوين مركب وسطي شديد الفعالية، والذي يؤكسد بدوره ركيزة الإنزيم. يعمل التيروسيناز بطريقة مشابهة لعمل الكاتيكول أكسيدز، وهو صنف من أصناف إنزيمات الأكسيديز الحاوية على النحاس. ويجتمع التيروسيناز مع الكاتيكول أكسيداز تحت الاسم بوليفينول أكسيديز.

## المثبطات

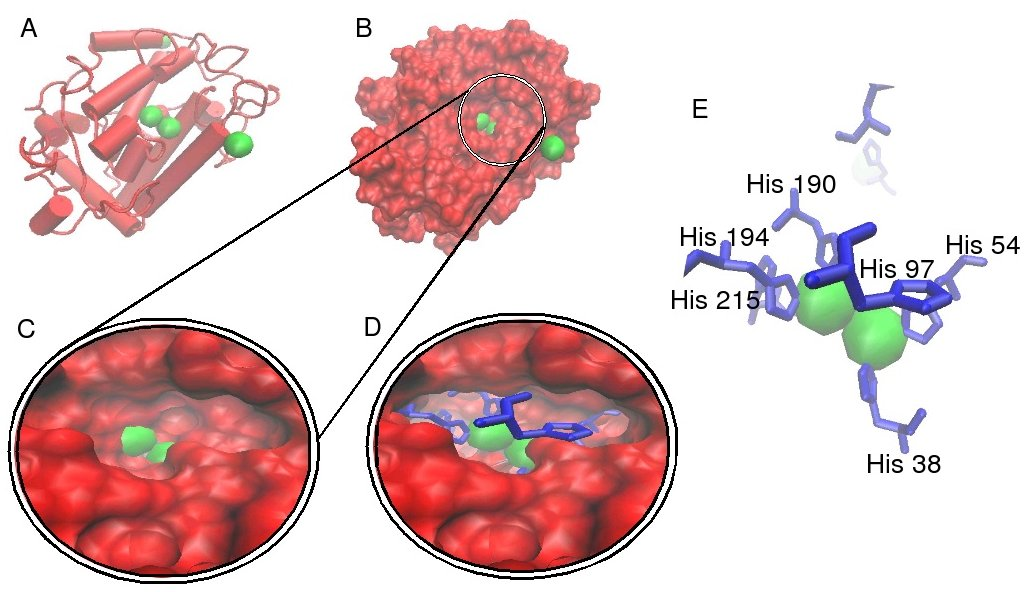
التركيب البلوري للتيروسيناز المشتق من متسلسلة بكتيرية في معقد يدعى ببروتين كادي. يظهر التيروسيناز فقط في جميع النماذج، وتظهر ذرات النحاس باللون الأخضر والسطح الجزيئي باللون الأحمر. يظهر الحمض الأميني هستيدين في النموذجين D و E على هيئة خط أزرق. كل ذرة نحاس في الموقع الفعال في النموذج E تتناسق مع ثلاثة جزيئات من الهستيدين لتكوين مركز نحاس ثلاثي الترابط. ويمكن مشاهدة الموقع الفعال لهذا البروتين في النموذجين C و D في الجزء المتكون على السطح الجزيئي للجزيئة.

المثبطات المعروفة للتيروسيناز تشمل:
- حمض الأزيلايك.
- 4-بيوتيل ريسورسينول.
- الهيدروكوينون.
- حمض الأسكوربيك - فيتامين C.
- حمض الترانيكساميك